# Juan Trejo
Juan Trejo Cid (* 12. Mai 1927 in Orizaba; † 6. November 2012 in Mexiko-Stadt) war ein mexikanischer Wasserballspieler.

## Karriere
Trejo nahm mit der mexikanischen Nationalmannschaft und seinen Teamkollegen Manuel Castro, Arturo Coste, Modesto Martínez, Gustavo Olguín, José Olguín und Otilio Olguín am olympischen Wasserballturnier 1952 im finnischen Helsinki teil. Die Mexikaner trafen bereits in der ersten Qualifikationsrunde auf den späteren Olympiasieger aus Ungarn und unterlagen im Helsingin uimastadion mit 4:13 (2:6). Damit belegte die mexikanische Mannschaft den geteilten 17. Platz unter 21 Teilnehmern.
Trejo war außerdem Teil der Nationalmannschaft, als diese bei den Zentralamerika- und Karibikspielen 1954 im eigenen Land und 1959 im venezolanischen Caracas jeweils die Goldmedaille gewinnen konnte.